# Amblyscelio striaticeps
Amblyscelio striaticeps är en stekelart som beskrevs av Jean-Jacques Kieffer 1913. Amblyscelio striaticeps ingår i släktet Amblyscelio och familjen Scelionidae. Inga underarter finns listade i Catalogue of Life.